# Behati Prinsloo
Behati Prinsloo Levine (Grootfontein, 16 maggio 1988) è una supermodella namibiana.

## Biografia

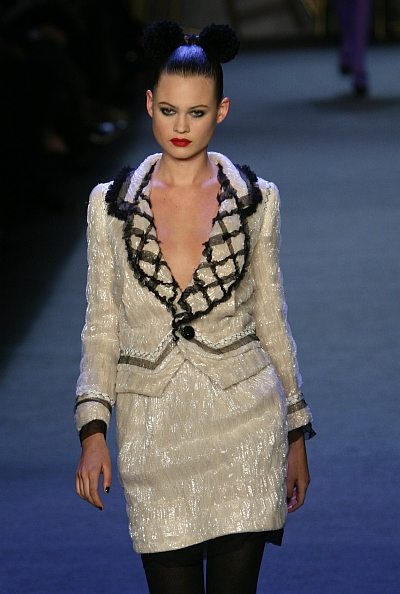
Behati Prinsloo durante una sfilata nel 2008

Nata e cresciuta a Grootfontein (Namibia). Sua madre Magda, che in Namibia gestisce un hotel, è sudafricana di Città del Capo, mentre il padre Boet, è un pastore protestante namibiano. Behati è bilingue Afrikaans-Inglese.

### Carriera
La modella ha dichiarato di essere stata scoperta a 16 anni in un supermercato di Città del Capo mentre era in vacanza dai nonni materni, dalla model scout Sarah Doukas. Dopo aver visitato l'agenzia della donna e dopo alcuni scatti ha firmato con la sua Storm Model Agency e si è trasferita inizialmente a Londra e poi a New York. 

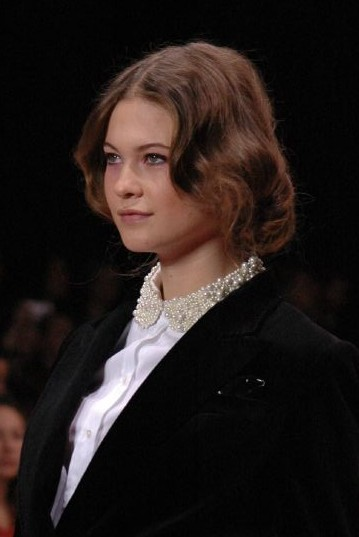
Behati Prinsloo durante una sfilata nel 2007

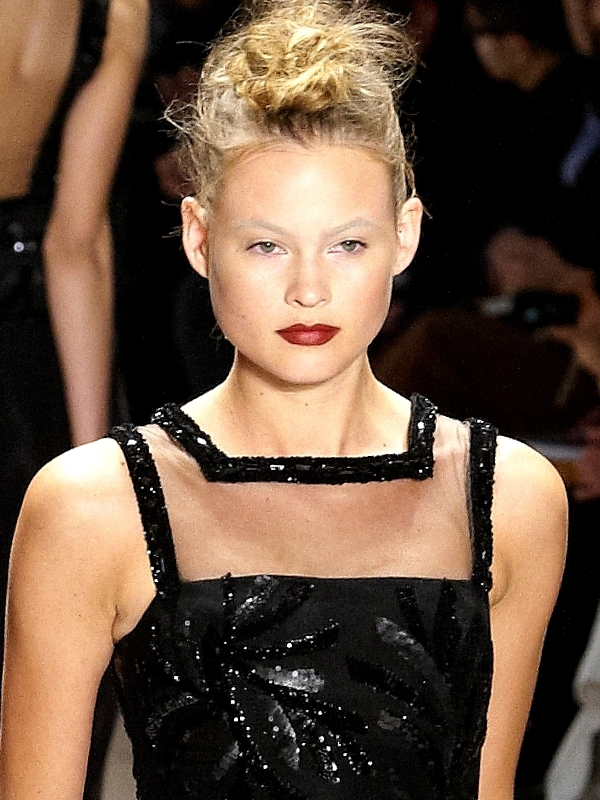
Behati Prinsloo durante una sfilata nel 2010

La Prinsloo è apparsa sulla copertina dell'edizione italiana Muse, e su quella britannica di Telegraph Magazine. Inoltre, più recentemente, nel febbraio 2007, è comparsa sulla copertina di Vogue Russia, e successivamente ancora su quella di Vogue Giappone e Vogue Spagna, e su quella di Velvet USA nel giugno 2007. Fra le sue campagne pubblicitarie, si possono citare J'adore di Dior, Chanel, H&M, Hugo Boss, Marc by Marc Jacobs e Nina Ricci. Ha sfilato per Prada, Paul Smith, Vera Wang, Marc Jacobs, Proenza Schouler, Gianni Versace, Chanel, Missoni, Victoria's Secret, DKNY, Desigual e Louis Vuitton. Behati Prinsloo è stata classificata come la numero 31 nella classifica delle 50 migliori modelle del sito models.com.
Nel 2012 viene scelta da Seafolly come modella per la campagna estate. L'anno successivo è la nuova testimonial della campagna Autunno-Inverno 2013/2014 di Stefanel.
Nel 2014 è protagonista della campagna pubblicitaria di Pepe Jeans primavera/estate, accanto ai modelli George Alsford e Marta Dyks. Nello stesso anno partecipa, insieme al marito, al videoclip Animals dei Maroon 5.
Nel 2015 è protagonista della campagna pubblicitaria primavera/estate di Tommy Hilfiger, e viene scelta come nuovo volto della fragranza Juicy Couture.
Nel febbraio del 2017 torna a sfilare, dopo la nascita della figlia, per la collezione autunno/inverno di Versace. Inoltre è protagonista del videoclip di Cold dei Maroon 5, accanto al marito nonché frontman della band.

### Victoria's Secret
Dal 2009 al 2019 è stata uno degli angeli di Victoria's Secret, per la quale ha sfilato dal 2007 al 2018, saltando l'edizione del 2016 a causa del parto avvenuto poco tempo prima, e quella del 2017 a causa della seconda gravidanza. Dal 2008 al 2011, è stata il volto della linea Pink, e nel dicembre del 2012, per pubblicizzare l'annuale sfilata, ha partecipato ad un episodio della serie televisiva Hawaii Five-0.
Nel 2015 appare sulla copertina del catalogo di costumi da bagno e viene scelta dalla casa di moda per apparire nello spot trasmesso durante il Super Bowl accanto alle colleghe Doutzen Kroes, Adriana Lima, Lily Aldridge e Candice Swanepoel, ricreando proprio una partita di Football.
Apre lo Show nel 2014 e 2015 entrando nella storia di Victoria's Secret: prima di lei solo altri due angeli hanno avuto l'onore di aprire il Fashion Show per due anni di seguito.

## Vita privata
Dal 2005 al 2012 è stata legata a Jamie Strachan, modello britannico. Nel maggio 2012 ha iniziato a frequentare Adam Levine, frontman dei Maroon 5. Dopo una pausa tra i due all'inizio del 2013, nel mese di luglio i due si fidanzano. Il 19 luglio 2014 la coppia convola a nozze con una cerimonia organizzata alla Flora Farms di Cabo San Lucas, in Messico. La modella ha indossato un abito da sposa firmato Marchesa e al posto di regali di nozze la coppia ha chiesto donazioni di beneficenza. La coppia ha tre figli: Dusty Rose Levine, nata il 21 settembre 2016, Gio Grace Levine, nata il 15 febbraio 2018.  Il terzogenito è nato il 28 gennaio 2023.

## Agenzie
- Storm Model Agency - Londra
- Women Management - New York, Milano
- Elite - Paris
- View Management - Barcellona
- MODELWERK - Amburgo

## Campagne pubblicitarie
- 7 For All Mankind (2019)
- Alexander Wang (2015, 2018)
- Bloomingdale's P/E (2010)
- Ann Taylor Loft A/I (2010) P/E (2011)
- Dior J'adore
- Chanel
- Desigual A/I (2012)
- H&M A/I (2011)
- Jacquie Aiche (2018)
- Joe Fresh Summer (2014)
- Juicy Couture P/E (2016)
- Juicy Couture Jeans A/I (2012)
- Juicy Couture Fragrance (2015-2017)
- Hugo Boss
- Lacoste P/E (2008-2009)
- Lancaster Paris P/E (2015) A/I (2015)
- Lauren by Ralph Lauren (2019)
- Lauren by Ralph Lauren Swim (2019)
- Marc by Marc Jacobs
- Nina Ricci
- Nine West A/I (2008)
- Pepe Jeans P/E (2014)
- Pink Spokemodel (2008-2011)
- Raw Spirit Fragrances (2015-2016)
- Victoria's Secret (2007-presente)
- Seafolly Summer  (2012)
- Stefanel A/I (2013)
- T by Alexander Wang (2014)
- Tommy Hilfiger P/E (2015-2016) A/I (2015)

## Filmografia
- Hawaii Five-0 – serie TV (2012)

### Video musicali
- Rich Girls – The Virgins (2009)
- Animals – Maroon 5 (2014)
- Cold – Maroon 5 (2017)
- Girls Like You – Maroon 5 (2018)
- Lost – Maroon 5 (2021)
- All Night - Maroon5 (2025)